# Ludovic Tézier
Ludovic Tézier (Marsiglia, 1968) è un baritono francese.

## Biografia
Studiò canto al Centre national d'insertion professionnelle des artistes lyriques e poi a Parigi con Michel Sénéchal. Dopo due stagioni con l'Opera di Lucerna, cominciò ad affermarsi sulle scene francesi. Nel 2000 si alternò a Thomas Hampson nell'Amleto a Tolosa, mentre nel 2002 fu Enrico Ashton nella Lucia di Lammermoor a Lione con Roberto Alagna e Natalie Dessay. L'anno dopo, sempre a Tolosa, esordì nel ruolo dell'eponimo protagonista nell'Eugenio Onegin. 
Nel 2002 esordì al Metropolitan Opera House nel ruolo di Escamillo in Carmen e, nel corso degli anni, vi tornò come Marcello ne La bohème (2008), come Conte ne Le nozze di Figaro (2009) ed Enrico nella Lucia (2011). Nel 2004 cantò al Chorégies d'Orange come Escamillo in Carmen, al Grand Théâtre de Genève come Lescaut in Manon e fece il suo debutto alla Royal Opera House come Albert nel Werther. Nel 2009 fu l'eponimo protagonista nel Werther (nell'adattamento per baritono originariamente arrangiato nel 1902 per Mattia Battistini) all'Opéra national de Paris, mentre l'anno seguente vi interpretò Albert accanto al Werther di Jonas Kaufmann. Nel 2016 vinse l'Oscar della Lirica a Verona, mentre nel 2020 fu Scarpia a Napoli con Tosca in forma di concerto a Piazza del Plebiscito con Anna Netrebko e Yusif Eyvazov nel ruolo di Cavaradossi.
Noto soprattutto come baritono verdiano, ha cantato nel ruolo di Germont accanto alla Violetta di Diana Damrau ne La traviata all'Opéra di Parigi (2014), di Don Carlo in Ernani al Teatro dell'Opera di Roma (2022) e come protagonista in Simon Boccanegra, Macbeth e Rigoletto. Inoltre ha cantato in molteplici occasioni nel ruolo di Don Carlo di Vargas ne La forza del destino; insieme ad Anna Netrebko e Kaufmann ha cantato la parte alla Royal Opera House nel 2019, mentre nel 2024 ha interpretato il ruolo accanto a Netrebko, Brian Jagde e Vasilisa Beržanskaja in occasione della prima stagionale al Teatro alla Scala. Aveva esordito al Piermarini nella stagione 1994/1995 e da allora vi era ritornato per cantare come Onegin (2006), Enrico nella Lucia (2006), per tenere un recital (2021) e per interpretare Renato in Un ballo in maschera (2022).

## Discografia (parziale)
- 2007 - The Opera Gala, Live from Baden-Baden (luglio-agosto 2007) (con Elīna Garanča, Ramón Vargas) Deutsche Grammophon
- 2015 - Aida (Anja Harteros, Ekaterina Semenchuk, Jonas Kaufmann, Erwin Schrott; Antonio Pappano) Warner Classics

## Videografia (parziale)
- Lucia de Lammermoor (2002) di Donizzetti, con Evelino Pidò/Patrizia Ciofi/Roberto Alagna. TDK/Naxos (francese)
- La Bohème (2008) di Puccini, con Angela Georghiu/Ramon Vargas/Ainoha Arteta/Oren Gradus/Quinn Kelsey/Paul Plishka/MET, regia di Franco Zeffirelli, EMI

- Le nozze di Figaro (2010) di W. A. Mozart, con Ludovic Tézier, Ekaterina Siurina, Luca Pisaroni, dall'Opéra national de Paris
- Ernani (2015) di G. Verdi, con Ramon Vargas, Svetla Vassilieva, Alexander Vinogradov. Arthaus